# Pulitzer-Preis 1966
Der Pulitzer-Preis 1966 war die 50. Verleihung des renommierten US-amerikanischen Literaturpreises. Es wurden Preise in 15 Kategorien im Bereich Journalismus und dem Bereich Literatur, Theater und Musik vergeben.
Die Jury des Pulitzer-Preises bestand aus 14 Personen, unter anderem Joseph Pulitzer, Enkel des Pulitzer-Preis-Stifters und Herausgeber des St. Louis Post-Dispatch und Grayson Kirk, Präsident der Columbia-Universität.

## Preisträger
| Kategorie                                                                                                   | Preisträger                                | Begründung |
| --- | ------------------------------------------ | --- |
| Dienst an der Öffentlichkeit (Public Service)                                                               | The Boston Globe                           | Preis verliehen für die Kampagne zur Verhinderung der Bestätigung von Francis X Morrissey als Bezirksrichter von Massachusetts.         |
| Allgemeine Lokalnachrichten oder Berichte von aktuellen Schauplätzen (Local General or Spot News Reporting) | Mitarbeiter der Los Angeles Times          | Preis verliehen für die Berichterstattung über die Watts-Aufruhr.                                                                       |
| Lokaler investigativer Spezialjournalismus (Local Investigative Specialized Reporting)                      | John Anthony Frasca, Tampa Tribune         | Preis verliehen für die Untersuchung und Berichterstattung in zwei Raubfällen, die zur Entlassung eines zu Unrecht Inhaftierten führte. |
| Berichterstattung im Inland (National Reporting)                                                            | Haynes Johnson, Washington Evening Star    | Preis verliehen für die Berichterstattung über die Konflikte und deren Folgen in Selma.                                                 |
| Auslandsberichterstattung (International Reporting)                                                         | Peter Arnett, Associated Press             | Preis verliehen für die Berichterstattung über den Vietnamkrieg.                                                                        |
| Leitartikel (Editorial Writing)                                                                             | Robert Lasch, St. Louis Post-Dispatch      | Preis verliehen für Leitartikel im Laufe des Jahres.                                                                                    |
| Karikatur (Editorial Cartooning)                                                                            | Don Wright, The Miami News                 | Preis verliehen für die Karikatur You Mean You Were Bluffing?                                                                           |
| Fotografie (Photography)                                                                                    | Kyōichi Sawada, United Press International | Preis verliehen für die Fotografien des Vietnamkriegs.                                                                                  |

| Kategorie                                                   | Preisträger                                                                            |
| ----------------------------------------------------------- | -------------------------------------------------------------------------------------- |
| Belletristik (Fiction)                                      | Collected Stories von Katherine Anne Porter                                            |
| Theater (Drama)                                             | nicht vergeben                                                                         |
| Geschichte (History)                                        | The Life of the Mind in America: From the Revolution to the Civil War von Perry Miller |
| Biographie oder Autobiographie (Biography or Autobiography) | A Thousand Days von Arthur M. Schlesinger                                              |
| Dichtung (Poetry)                                           | Selected Poems von Richard Eberhart                                                    |
| Sachbuch (General Nonfiction)                               | Wandering Through Winter von Edwin Way Teale                                           |
| Musik (Music)                                               | Variations for Orchestra von Leslie Bassett                                            |